# جودي بلامبيرغ
جودي بلامبيرغ (بالإنجليزية: Judy Blumberg)‏ هي متحدثة تحفيزية أمريكية، ولدت في 13 سبتمبر 1957 في سانتا مونيكا في الولايات المتحدة.

## وصلات خارجية
- جودي بلامبيرغ على موقع أوليمبيديا (الإنجليزية)